# Çelikhan
Çelikhan – miasto i dystrykt (tur. ilçe) w prowincji Adıyaman w Turcji. Według danych na rok 2019 miasto zamieszkiwało 15 530 osób, a gęstość zaludnienia wyniosła 38,82 os./km².

## Klimat
Średnia temperatura wynosi 19 °C. Najcieplejszym miesiącem jest sierpień (30 °C), a najzimniejszym jest styczeń (6 °C). Średnie opady wynoszą 1040 milimetrów rocznie. Najbardziej wilgotnym miesiącem jest grudzień (169 milimetrów opadów), a najbardziej suchym jest lipiec (19 milimetrów opadów). 